# さくら (花札)
「さくら」は、「肥後花（ひごばな）」とも言い、ハワイで遊ばれている花札の遊戯のひとつである。

## 概要
花札は日系移民によりハワイに伝えられたが、現在は高齢者を中心に細々と行われているのみである。
ゲームの内容は花合わせによく似ているが、札の点数や役に大きな違いがある。

## 名称
「さくら・肥後花・熊本花」はゲームの名称であり、札そのものは単に「花札」と呼ばれる。

## 遊び方
通常の48枚の花札を使用する。
植物をハワイ風に変えた特殊な花札も市販されているが、それは土産用であり、ゲームを行う上では日本の花札をそのまま使用して構わない。

### 人数
人数は2人から7人までが可能である。ただし人数が多いと役はほとんどできなくなる。
出降りがあり、常に2人だけが実際に競技する「追い花」という遊び方もあるらしい。

### 札を配る
参加人数によって以下のように枚数が異なる。
| 人数 | 手札 | 場札 |
| ---- | ---- | ---- |
| 2    | 8    | 8    |
| 3    | 7    | 6    |
| 4    | 5    | 8    |
| 5    | 4    | 8    |
| 6    | 3    | 12   |
| 7    | 3    | 6    |

### 札を取る
実際の札の取り方は花合わせを参照。途中で役ができても手札がつきるまでプレイを続ける。

### ガジ（鬼札）
雨のカス札は「ガジ」と呼ばれる。ガジが場に出た場合には、ふつうの雨の札として扱う。ガジが手札にある場合は、雨に限らず場にある何月の札とでもあわせることができる。
プレイが終わったとき、2枚の札があまる（雨が1枚と、ガジで取った月の札が1枚）が、あまりの札が出てきたら、それらはガジを使った人のものになる。

### 引き
場に同じ月の札が4枚出たときは、その札はすべて親のものになる。
同じ月の札が場と手札をあわせて4枚になるときは、「引き」を宣言して、それらを一度にまとめて取ることができる。
「引き」はいつでも宣言できる。4枚のうちの1枚をだれかがガジで取ろうとしたときに「引き」を宣言すれば、引きのほうが優先される。

## 得点計算

### 札の点数
「さくら」の札の得点は、一般的な花合わせや八八のものとは異なり、種札と「柳に小野道風」は5点で、逆に短冊が10点になる。
| 点数 | 枚数 | 札                               |
| ---- | ---- | -------------------------------- |
| 20点 | 4枚  | 松に鶴、桜に幕、芒に月、桐に鳳凰 |
| 10点 | 11枚 | 短冊、黄色の桐のカス札           |
| 5点  | 10枚 | 柳に小野道風、それ以外の種札     |
| 0点  | 23枚 | それ以外のカス札                 |

### 出来役
出来役はすべて札3枚からなり、一律50点である。日本の花合わせと同じものもあるが、独特なものが多い。役に決まった名前がないので、説明のためにここでは番号をつけてある。
| 番号 | 説明                              | 組み合わせ |
| ---- | --------------------------------- | ---------- |
| 1    | 桜に幕・芒に月・菊に盃の3枚       |            |
| 2    | 萩に猪・紅葉に鹿・芒に雁の3枚     |            |
| 3    | 松に鶴・梅に鶯・桜に幕の3枚       |            |
| 4    | 松・梅・桜の短冊3枚               |            |
| 5    | 牡丹に蝶・菊に盃・紅葉に鹿の3枚   |            |
| 6    | 牡丹・菊・紅葉の短冊3枚           |            |
| 7    | 藤に時鳥・杜若に八橋・萩に猪の3枚 |            |
| 8    | 藤・杜若・萩の短冊3枚             |            |

1・3・4・6・8 は日本の通常の花合わせにもある役である。また、日本でも地方によっては 2 に相当する「猪鹿雁（または猪鹿鳥・野荒らし）」、5 に相当する「菊鹿蝶」がある。
役のうち、3と4、5と6、7と8はそれぞれ同じ月の札の組み合わせになっている。

## 勝敗の決定
各人は札の点数の合計を加算する。出来役があれば、ほかのメンバーは役ひとつあたり50点を減ずる。
もっとも得点の多い人をその回の勝者とする。複数の人が同点になった場合は、親から反時計回りに数えて番号の若い者の勝ちとする。